# Binnentent
Een binnentent is een aparte cabine binnen een tent. Bij koud weer zorgt hij voor extra isolatie.
Er zijn twee systemen van binnentent:
- Een tent waarvan je eerst de binnentent moet opzetten, waarna je de buitentent eroverheen opzet.
- Een tent waarvan je eerst de buitentent kunt opzetten waarna je de binnentent middels klipjes of een haaksysteem er in kunt hangen. Deze variant is zeer nuttig bij regenachtig weer. De binnentent blijft hierdoor droger bij het opzetten.

## Constructie
Vaak bestaat de binnentent uit drie delen.
- Een bodem van plastic tegen optrekkend vocht. Vaak is dit ook direct het grondzeil
- Een bovengedeelte van stof, vaak katoen. Deze is niet waterdicht. Daar is de buitentent voor. Soms zitten er ventilatieopeningen in de binnentent voor extra ventilatie.
- Een rits voor de toegang. Daar kan een horgaas achter geplaatst zijn zodat je de binnentent open kunt laten staan om te ventileren, en er geen ongedierte in de binnentent kan komen.